# Harju Elekter

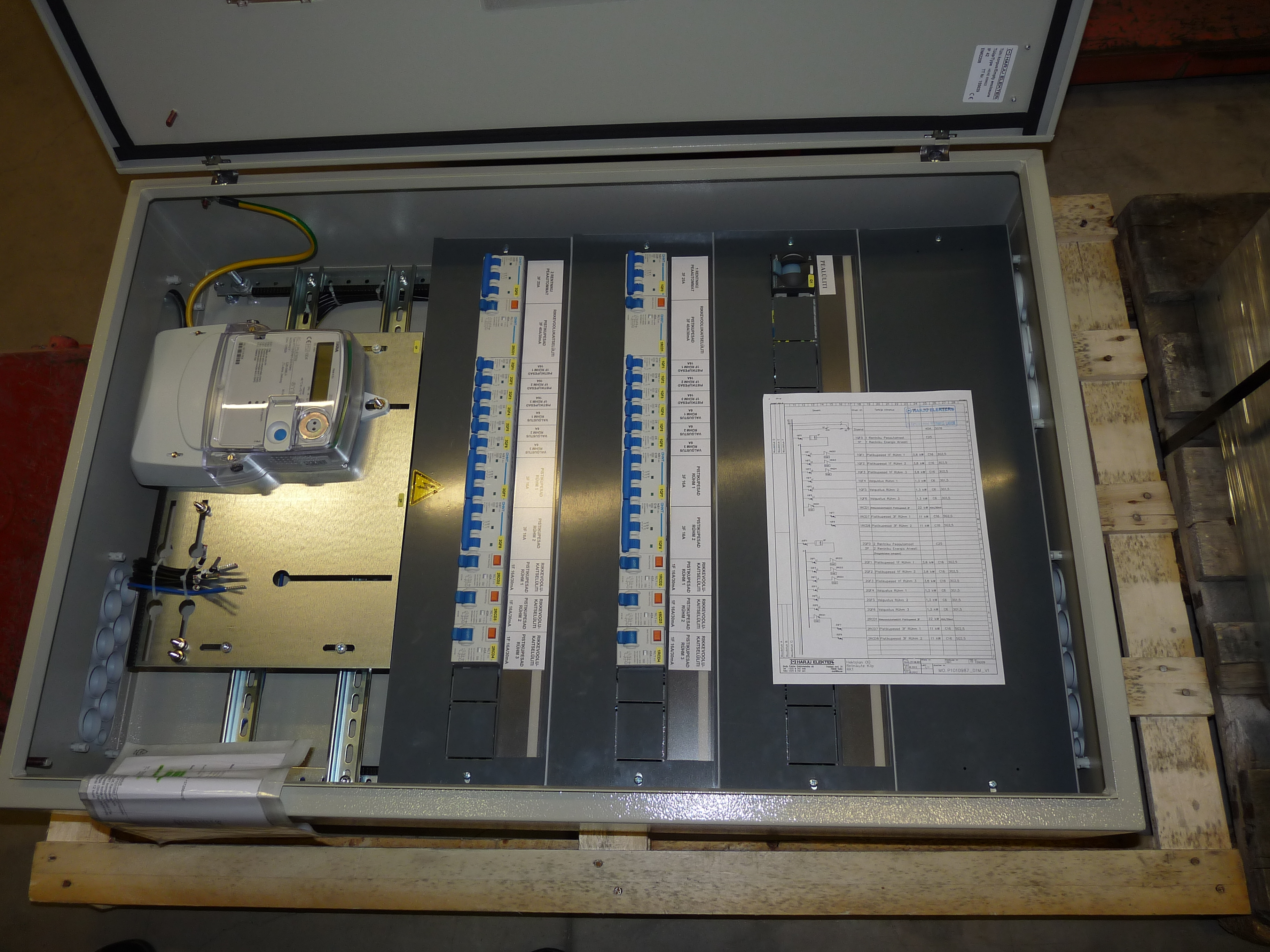
Собранный по индивидуальному заказу электрощит на заводе Harju Elekter

Harju Elekter (TASE: HAE1T) — эстонская компания, производящая разнообразное электрооборудование. Штаб-квартира компании расположена в г. Кейла.